# Holland Blumen Mark
Die Holland Blumen Mark Gesellschaft m.b.H. war eine Österreichische Blumendiscounterkette, die ab 2008 zur Repac-Gruppe in Linz gehörte. Mit 104 Filialen war das Unternehmen der größte Blumenhändler Österreichs.

## Geschichte
Am 19. September 1974 gründete Kees van der Velden, der kurz zuvor aus der mit seinem Bruder in Holland gegründeten Blumenhandelsfirma Blumex ausgeschieden war, in Wien die Firma Holland Blumenmarkt. Die ersten beiden Geschäfte befanden sich in der Gudrunstraße und am Praterstern. Mit Selbstbedienung und Eigenimport konnte er die damals hohen Preise für Blumen unterbieten. Dies brachte ihn in Konflikt mit der Handelskammer und er bekam Schwierigkeiten bei der Erteilung eines Gewerbescheins, einer Arbeitsbewilligung und mit den Zollbehörden. Schließlich erzwang eine Klage des VKI 1993 die Änderung des Firmennamens. Da der Firma das Führen der Bezeichnung „Markt“ als irreführend verboten wurde, strich man einfach das T am Ende. So konnten die Firmenschilder ohne großen Aufwand geändert werden, ohne dass die Namensänderung allen Kunden bewusst wurde. Der alte Name ist daher noch immer alltäglicher Sprachgebrauch.
Mit der Gründung weiterer Filialen kam die Zentrale nach Wiener Neustadt, 1982 wurde sie nach Hagenbrunn verlegt und befindet sich seit Anfang 2012 in Gerasdorf bei Wien. Seit 1998 wurden gezielt aufgelassene Tankstellen zu neuen Filialen umgebaut.
2008 wurde das Unternehmen mit 128 Filialen von der Sanierungsgesellschaft Repac übernommen, die acht umsatzschwache Filialen schloss. Danach gab es 104 Filialen in Österreich und ab Mai 2011 auch die erste Franchisefiliale. Mit Ende 2012 stieg die Anzahl der Franchise-Filialen um weitere neun. Anfang 2013 waren zwölf Franchise-Filialen und 87 eigene Filialen am Markt.
Anfang 2014 übernahm Anton Stumpf mit einer Reihe von Investoren das Unternehmen von der Repac-Gruppe.
Im Oktober 2014 wurde der Insolvenzantrag bekannt, den die Firma laut Presseaussendung auf „ungeplant aufgetauchte Altlasten, die zu hohen finanziellen Belastungen führten“, zurückführt. Im November übernahm der ehemalige Verkaufsleiter und nunmehrige Eigentümer von Blumen B&B, Robert Bigl, 51 Filialen und führte sie bis zu einer Umbenennung unter dem Namen Holland Blumen Mark weiter. Einzelne Filialen wurden verkauft, während 28 Filialen geschlossen wurden.